# Melker Andersson
Melker Sigurd Andersson, född 3 december 1962 i Bollnäs och uppväxt i Forsbacka utanför Gävle, är en svensk kock. Han driver ett tiotal restauranger i Stockholms innerstad tillsammans med sin kompanjon Danyel Couet: Smak på Restaurangen, Grill, Köttbaren Fredsgatan 12, Trattorian, Fyran, Brasserie Le Rouge samt Orangeriet. Han driver sedan 2011 även Villa Godthem.
Han är också ägare eller delägare i restaurang Bojabäs i Öregrund.

## Karriär
Anderssons första arbete i restaurangbranschen var efter värnplikten på Viktor och Viktoria i Umeå. Efter utbildning vid restaurangskolan i Umeå arbetade han på flera olika restauranger utomlands, bland annat Moulin de Mougins i Cannes, en restaurang med tre Michelin-stjärnor driven av Roger Vergé. 1994 öppnade han Fredsgatan 12 (senare kallad F12) som 1997 fick en stjärna i Michelin-guiden.
Andersson hade en central roll i TV4:s program Melkers krogakut. 2008 medverkade han i programmet Matakuten på TV4. 2013 deltog Melker Andersson i Kockarnas kamp i TV4. 

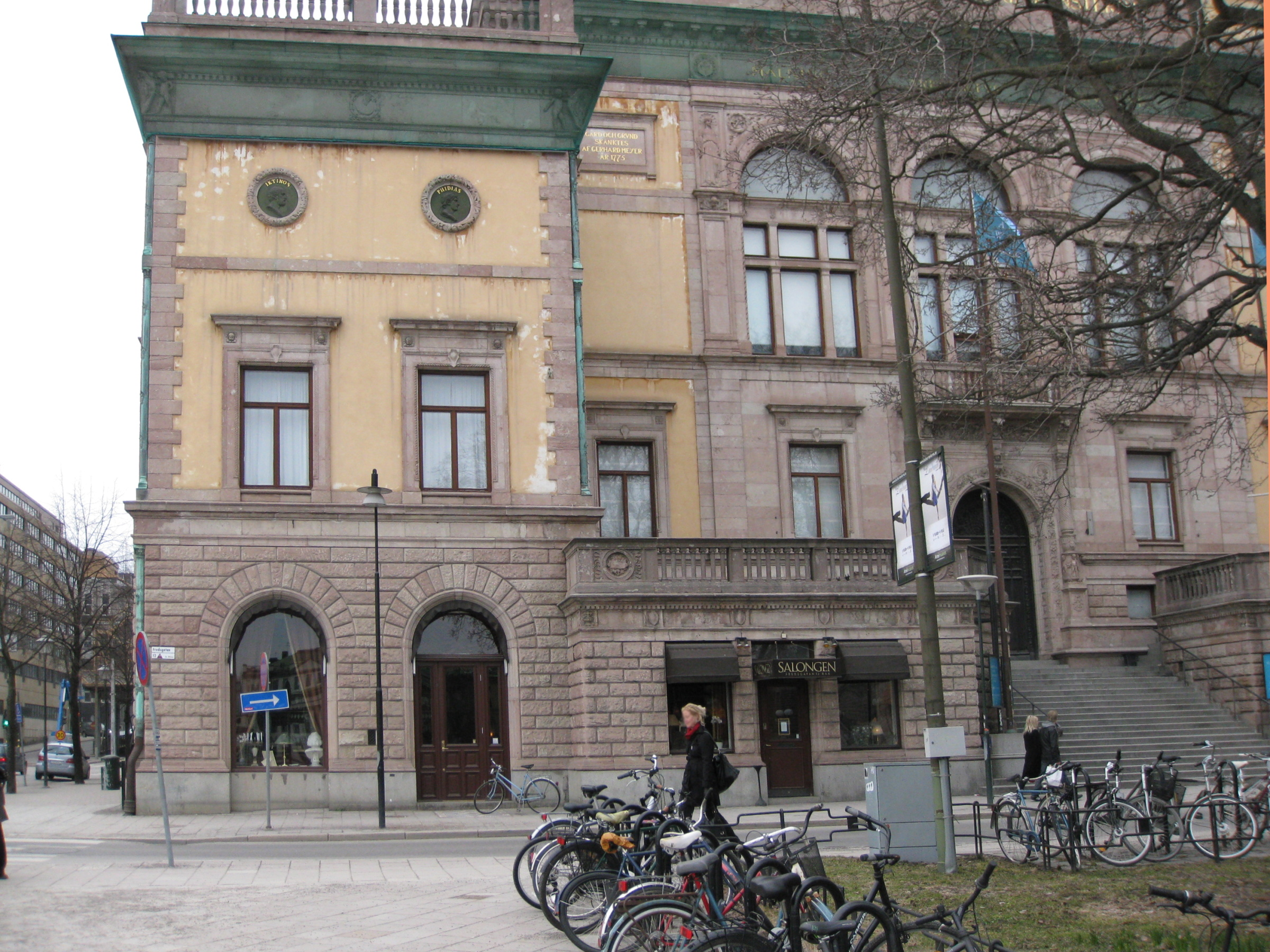
Fredsgatan 12

## Meriter
- Bocuse d'Or, 1995, silvermedalj
- Gastronomiska akademiens guldmedalj, 1995
- Kockarnas kock, 1995, 2006
- Kock-VM, 1995, silvermedalj
- Traditions & Qualité - Les Grandes Tables du Monde, 2003
- Årets viltkock, 1992
- Årets köttkock, 1993
- Medlem i Svenska Kocklandslaget, 1992 - 1996
- Finalist i Årets kock, 1987, 1988, 1990
- En stjärna i Guide Michelin för Fredsgatan 12 sedan 1997